# راسل پیترز
راسل پیترز (انگلیسی: Russell Peters؛ زادهٔ ۲۹ سپتامبر ۱۹۷۰) یک هنرپیشه اهل کانادا است.
از فیلم‌ها یا برنامه‌های تلویزیونی که وی در آن نقش داشته‌است می‌توان به کد منبع، دختر در حال پیشرفت، کلیفورد سگ بزرگ قرمز، کلاهبردار، جدا شدن و تشویق کننده اشاره کرد.
راسل دومینیک پیترز استندآپ کمدین یا طنز پرداز اجرای زنده است. وی متولد کانادا است و پدر و مادری هندی دارد. او بیشتر به خاطر صحبت کردن در قالب طنز به زبان انگلیسی با لهجهٔ هندی به شهرت رسیده و در تمام اجراهایش گهگاهی با لهجه‌های هندی و چینی صحبت می‌کند.